# 695

## Събития
- 21 ноември – Свети Вилиброрд е ръкоположен за пръв епископ на фризийците

## Починали
- Евдокия, първата съпруга на Юстиниан II (Rhinometos), майка на Анастасия, която се омъжва през 705 г. за Тервел.